# Мала Шежим
Мала Шежи́м або Шижи́м (рос. Малая Шежим, Малая Шежым, Шижим) — річка в Республіці Комі, Росія, права притока річки Печора. Протікає територією Троїцько-Печорського району.
Річка починається на північних схилах височини Манзькі Болвани, протікає на південний захід, захід та південний захід.
Притоки:
- права — без назви (довжина 12 км[1])